# Boschi Sant’Anna
Boschi Sant’Anna ist eine nordostitalienische Gemeinde (comune) mit 1379 Einwohnern (Stand 31. Dezember 2023) in der Provinz Verona in Venetien. Die Gemeinde liegt etwa 37,5 Kilometer südöstlich von Verona.

## Verkehr
Der Bahnhof von Boschi Sant’Anna liegt an der Bahnstrecke von Mantua nach Monselice.

## Gemeindepartnerschaft
Boschi Sant’Anna unterhält eine Partnerschaft mit dem georgischen Khoni.

## Persönlichkeit
- Antonio Colturato (1886–1946), Bischof von Uberaba und Botucatu